# Esgrima na Universíada de Verão de 2011
A esgrima na Universíada de Verão de 2011 foi disputada no Hall 9 do Centro de Convenções e Exibições, em Shenzhen, China, entre 13 e 18 de agosto de 2011.

## Calendário
| Esgrima   | Agosto | Agosto | Agosto | Agosto | Agosto | Agosto | Agosto | Agosto | Agosto | Agosto | Agosto | Agosto | Agosto |
| Esgrima   | 11     | 12     | 13     | 14     | 15     | 16     | 17     | 18     | 19     | 20     | 21     | 22     | 23     |
| --------- | ------ | ------ | ------ | ------ | ------ | ------ | ------ | ------ | ------ | ------ | ------ | ------ | ------ |
| Masculino |        |        | 1      | 1      | 1      | 1      | 1      | 1      |        |        |        |        |        |
| Feminino  |        |        | 1      | 1      | 1      | 1      | 1      | 1      |        |        |        |        |        |

|  | Dia de competição |  | Dia de final |

## Medalhistas

### Masculino
| Evento     | Ouro                                                                        | Prata                                                                        | Bronze                                                                           |
| Individual | Individual                                                                  | Individual                                                                   | Individual                                                                       |
| ---------- | --------------------------------------------------------------------------- | ---------------------------------------------------------------------------- | -------------------------------------------------------------------------------- |
| Espada     | HUN Peter Szenyi                                                            | FRA Virgile Marchal                                                          | UKR Anatoliy Herey                                                               |
| Espada     | HUN Peter Szenyi                                                            | FRA Virgile Marchal                                                          | ITA Raffaello Marzani                                                            |
| Sabre      | UKR Andriy Yagodka                                                          | KOR Gu Bon-Gil                                                               | CHN He Wei                                                                       |
| Sabre      | UKR Andriy Yagodka                                                          | KOR Gu Bon-Gil                                                               | ITA Massimiliano Murolo                                                          |
| Florete    | ITA Martino Minuto                                                          | CHN Lei Sheng                                                                | CHN Zhu Jun                                                                      |
| Florete    | ITA Martino Minuto                                                          | CHN Lei Sheng                                                                | KOR Heo Jun                                                                      |
| Equipe     |                                                                             |                                                                              |                                                                                  |
| Espada     | RUS Rússia Nikita Glazkov Sergey Khodos Alexandr Velikanov Vseslav Morgoyev | FRA França Alex Fava Virgile Marchal Adrien Penso-Tsai Alexandre Bardenet    | HUN Hungria Peter Szenyi Daniel Budai Mark Hanczvikkel                           |
| Sabre      | UKR Ucrânia Dmytro Boiko Oleh Shturbabin Andriy Yagodka Dmytro Pundyk       | ITA Itália Marco Tricarico Massimiliano Murolo Luigi Miracco Stefano Sbragia | KOR Coreia do Sul Heo Young-Gu Gu Bon-Gil Hwang Byung-Yul                        |
| Florete    | CHN China Lei Sheng Huang Liangcai Zhu Jun Chen Min                         | ITA Itália Alessio Foconi Tommaso Lari Martino Minuto Luca Simoncelli        | RUS Rússia Alexey Khovanskiy Igor Zapozdaev Artur Akhmatkhuzin Dmitry Komissarov |

### Feminino
| Evento     | Ouro                                                                              | Prata                                                                                | Bronze                                                                        |
| Individual | Individual                                                                        | Individual                                                                           | Individual                                                                    |
| ---------- | --------------------------------------------------------------------------------- | ------------------------------------------------------------------------------------ | ----------------------------------------------------------------------------- |
| Espada     | FRA Lauren Rembi                                                                  | UKR Olena Kryvytska                                                                  | JPN Ayaka Shimookawa                                                          |
| Espada     | FRA Lauren Rembi                                                                  | UKR Olena Kryvytska                                                                  | KOR Shin A-Lam                                                                |
| Sabre      | UKR Olha Kharlan                                                                  | ROU Bianca Pascu                                                                     | KOR Kim Ji-Yeon                                                               |
| Sabre      | UKR Olha Kharlan                                                                  | ROU Bianca Pascu                                                                     | HKG Au Yeung Wai Sum                                                          |
| Florete    | RUS Kamilla Gafurzianova                                                          | KOR Jeon Hee-Sook                                                                    | POL Katarzyna Kryczalo                                                        |
| Florete    | RUS Kamilla Gafurzianova                                                          | KOR Jeon Hee-Sook                                                                    | RUS Julia Biryukova                                                           |
| Equipe     |                                                                                   |                                                                                      |                                                                               |
| Espada     | FRA França Melissa Goram Lauren Rembi Marie-Gabirelle Fayolle Mathilde Grumier    | USA Estados Unidos Courtney Hurley Kelley Hurley Susannah Scanlan Holly Buechel      | RUS Rússia Vlada Vlasova Elena Shasharina Tatiana Andryushina Maya Guchmazova |
| Sabre      | CHN China Chen Xiaodong Xia Min Li Fei Yuan Tingting                              | UKR Ucrânia Alina Komashchuk Olena Khomrova Olha Kharlan Halyna Pundyk               | KOR Coreia do Sul Choi Soo-Yeon Kim Ji-Yeon Lee Ra-Jin                        |
| Florete    | RUS Rússia Viktoria Kozyreva Julia Biryukova Kamilla Gafurzianova Yulia Rashidova | POL Polônia Hanna Lyczbinska Marta Lyczbinska Katarzyna Kryczalo Karolina Chlewińska | FRA França Berangere Genevois Maeva Roulin Ysora Thibus Clarisse Luminet      |

## Quadro de medalhas
| Ordem | País               | Medalha de ouro | Medalha de prata | Medalha de bronze |    |
| ----- | ------------------ | --------------- | ---------------- | ----------------- | -- |
| 1     | UKR Ucrânia        | 3               | 2                | 1                 | 6  |
| 2     | RUS Rússia         | 3               |                  | 3                 | 6  |
| 3     | FRA França         | 2               | 2                | 1                 | 5  |
| 4     | CHN China          | 2               | 1                | 2                 | 5  |
| 5     | ITA Itália         | 1               | 2                | 2                 | 5  |
| 6     | HUN Hungria        | 1               |                  | 1                 | 2  |
| 7     | KOR Coreia do Sul  |                 | 2                | 5                 | 7  |
| 8     | POL Polônia        |                 | 1                | 1                 | 2  |
| 9     | USA Estados Unidos |                 | 1                |                   | 1  |
|       | ROU Romênia        |                 | 1                |                   | 1  |
| 11    | HKG Hong Kong      |                 |                  | 1                 | 1  |
|       | JPN Japão          |                 |                  | 1                 | 1  |
| TOTAL | TOTAL              | 10              | 10               | 16                | 36 |